# Kerys Harrop
Kerys Julia Harrop (Wordsley, 3 dicembre 1990) è un'ex calciatrice inglese, di ruolo difensore.
Vincitrice di una FA Women's Cup con il Birmingham City, società con la quale ha superato le 100 presenze in campionato, Harrop ha disputato due edizioni della UEFA Women's Champions League. Inoltre, ha indossato la maglia delle nazionali giovanili inglesi, disputando un Mondiale Under-20, quello di Germania 2010, e laureandosi campionessa d'Europa Under-19 nell'edizione di Bielorussia 2009.
Ha annunciato il proprio ritiro dal calcio giocato nell'agosto del 2023.

## Palmarès

### Club
- FA Women's Cup: 1

Birmingham City: 2011-2012

### Nazionale
- Campionato d'Europa under 19: 1

2009